# William Freame Johnston

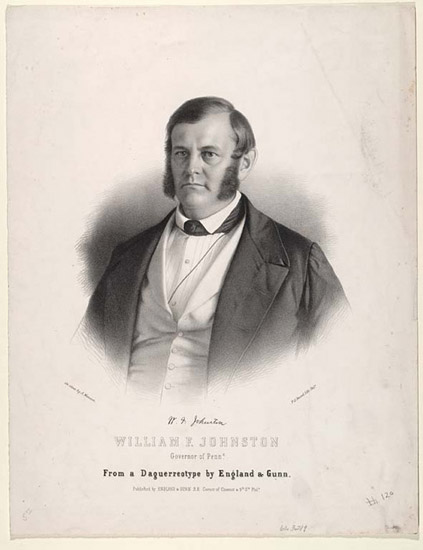
William Freame Johnston

William Freame Johnston (* 29. November 1808 in Greensburg, Pennsylvania; † 25. Oktober 1872 in Pittsburgh, Pennsylvania) war ein US-amerikanischer Politiker und von 1848 bis 1852 der 11. Gouverneur von Pennsylvania.

## Frühe Jahre
William Johnston genoss eine eher unterdurchschnittliche Schulbildung. Er brachte sich das Nötigste aber selbst aus Büchern und eigenen Beobachtungen bei. Somit konnte er später Jura studieren. Im Jahr 1829 wurde er als Rechtsanwalt zugelassen. Noch im gleichen Jahr wurde er Bezirksstaatsanwalt im Armstrong County.

## Politischer Aufstieg
William Johnston war ursprünglich Mitglied der Demokratischen Partei. Im Jahr 1835 wurde er in das Landesparlament von Pennsylvania gewählt und in den Jahren 1838 und 1841 in diesem Amt bestätigt. Dort machte er wertvolle Vorschläge zur Haushaltskonsolidierung und zum Abbau der Staatsverschuldung. Mitte der 1840er Jahre verließ Johnston die Demokratische Partei und wurde Mitglied der Whigpartei, als deren Kandidat er im Jahr 1847 in den Landessenat gewählt wurde. Im Jahr 1848 wurde er Präsident dieses Gremiums. Nach der im Jahr 1838 verabschiedeten Verfassung gab es das Amt des Vizegouverneurs in Pennsylvania nicht mehr. Diese Aufgabe wurde dem Senatspräsidenten übertragen. Als der amtierende Gouverneur Francis Rawn Shunk am 9. Juli 1848 aufgrund einer Erkrankungen an Tuberkulose von seinem Amt zurücktreten musste, fiel Johnston als Senatspräsident dessen Amt zu. Zu diesem Zeitpunkt befand sich Johnston aber nicht in der Hauptstadt Harrisburg. Es dauerte einige Zeit bis ihn die Nachricht vom Rücktritt und dem am 20. Juli 1848 erfolgtem Tod von Gouverneur Shunk erreichte. Deshalb wurde Johnston erst am 26. Juli 1848 in sein neues Amt eingeführt. Damit gab es praktisch zwischen dem 9. und dem 26. Juli keinen Gouverneur von Pennsylvania. Als Nächstes war die Frage einer Sondergouverneurswahl zu beantworten. Die Landesverfassung sah für einen Amtswechsel im Amt des Gouverneurs Neuwahlen vor, wenn dieser Wechsel vor Ablauf einer bestimmten Zeit der laufenden Amtszeit erfolgt war. Diese Frist war genau in den 17 Tagen nach Shunks Rücktritt abgelaufen. Darüber entstand eine Debatte die Johnston mit der Ausschreibung von Neuwahlen im Oktober 1848 beendete.

## Gouverneur von Pennsylvania
William Johnston trat sein neues Amt im Juli 1848 an und wurde im Oktober bei den Neuwahlen in seinem Amt bestätigt. Somit konnte er bis zum 20. Januar 1852 amtieren. In seiner Amtszeit baute er die Staatsverschuldung ab. Es gelang ihm finanzielle Stabilität in Pennsylvanias Regierung herzustellen. Johnston war auch der Gründer des historischen Archives des Landes. Dort wurden alle auffindbaren historischen Dokumente seit den Anfängen der Kolonisierung des Landes gesichtet, geordnet, restauriert und archiviert. Er förderte auch den Ausbau der Infrastruktur, was damals vor allem die Eisenbahnen und Wasserstraßen betraf. Über der Frage der Sklaverei und des sogenannten „Fugitive Slave Act“ aus dem Jahr 1850 kam es in der Folge in Pennsylvania zu Unruhen. Dieses Bundesgesetz verpflichtete die US-Bundesstaaten entlaufene Sklaven aus dem Süden zu verhaften und an ihre Besitzer zurückzugeben. Im Jahr 1847 hatte Pennsylvania ein Gesetz erlassen, das die Inhaftierung entlaufener Sklaven untersagte. Gouverneur Johnston weigerte sich nun im Jahr 1851 dieses Gesetz zu widerrufen, weil er ein Gegner der Sklaverei war und diese nicht unterstützen wollte. Er stellte sich auf den Standpunkt, dass die Bundesregierung dieses Gesetz ohne die Hilfe der Einzelstaaten durchführen sollte. Als kurz vor der Wahl des Jahres 1851 der Versuch unternommen wurde geflüchtete Sklaven zu verhaften kam es im Lancaster County zu Unruhen. Diese schadeten dem Gouverneur, den man für die Unruhen verantwortlich machte. Daraufhin unterlag er bei den Gouverneurswahlen dieses Jahres, allerdings sehr knapp, gegen den Demokraten William Bigler.

## Weiterer Lebenslauf
Nach dem Ende seiner Gouverneurszeit blieb Johnston politisch aktiv. Im Jahr 1856 wurde er von der kurzlebigen American Party für das Amt des Vizepräsidenten nominiert. Johnston trat aber noch während des Wahlkampfes von dieser Nominierung zurück. Anschließend ging er nach Kittanning. Dort stieg er in verschiedene Geschäfte wie z. B. die Eisenverhüttung, die Ölraffinerie oder die Salzgewinnung ein. Außerdem wurde er Präsident der Allegheny Railroad Eisenbahngesellschaft. Nach dem Bürgerkrieg wurde er von Präsident Andrew Johnson zum Leiter der Zollbehörde im Hafen von Philadelphia ernannt. Er musste dieses Amt aber schon nach wenigen Monaten aufgeben, weil er vom US-Kongress nicht bestätigt wurde. Das hing aber nicht mit ihm, sondern mit dem Konflikt zwischen Präsident Johnson und den radikalen Republikanern im Kongress zusammen, die sich vor allem um die Rekonstruktionspolitik stritten. William Johnson verstarb im Jahr 1872. Er war mit Mary Montieth verheiratet, mit der er sieben Kinder hatte.